# Lamb Chopz
Lamb Chopz — пятый мини-альбом Esham A. Смита, выпущенный в 2007 году в формате digital download. Все шесть треков из альбома были включены в сборник 2008 года The Butcher Shop.

## Список композиций
| № | Название                | Время |
| - | ----------------------- | ----- |
| 1 | «Lamb Chopz»            | 1:45  |
| 2 | «American Psycho»       | 2:28  |
| 3 | «Deadbeat Mom»          | 3:22  |
| 4 | «Forgot About E»        | 1:37  |
| 5 | «Mr. Honeynut Cheerioz» | 2:12  |
| 6 | «I Got Flow»            | 2:45  |